# Magnus Prytz
Magnus (Måns) Prytz, född 1802, död 1874, var en svensk tidningsman och grundare av Göteborgs Handels- och Sjöfartstidning 1832.

## Familj
Måns Prytz var son till grosshandlaren Anders Magnus Prytz (1775—1837) och Margareta Magdalena, född Brink (1783—1860).
Han var svåger till kommerserådet Olof Wijk d.ä. genom dennes giftermål med Hilda Virginia Prytz (1810-1890), kallad "den blåögda", som härstammade från Gustav Vasa genom Erik XIV:s dotter Virginia Eriksdotter, som var gift med landshövdingen Håkan Hand. Gustav Vasa var därmed hennes mormors farmors farfars mormors farfar.